# Okrug Otero, Novi Meksiko
| Otero                                                      |                              |
| Zemljovid Novog Meksika s označenim okrugom Oterom.        |                              |
| Zemljovid SAD s označenom saveznom državom Novim Meksikom. |                              |
| Osnovan:                                                   | 30. siječnja 1899.           |
| Sjedište:                                                  | Alamogordo                   |
| Najveće naselje:                                           | Alamogordo                   |
| Površina:                                                  | 17.166 km2                   |
| Br. stanovnika (2010.):                                    | 63.797                       |
| Kongresni okrug:                                           | 2.                           |
| Vremenska zona:                                            | Stjenjačko vrijeme: UTC-7/-6 |
| Službene stranice:                                         | http://co.otero.nm.us/       |

Otero je okrug u američkoj saveznoj državi Novom Meksiku.

## Stanovništvo
Prema popisu stanovništva 2010., stanovnici su 72,7% bijelci, 3,5% "crnci ili afroamerikanci", 6,7% "američki Indijanci i aljaskanski domorodci", 1,2% Azijci, 0,2% Havajci ili tihooceanski otočani, 4,2% dviju ili više rasa, 11,2% ostalih rasa. Hispanoamerikanaca i Latinoamerikanaca svih rasa bilo je 34,5%.

## Vanjske poveznice
- Postal History Poštanski uredi u okrugu Oteru, Novi Meksiko